# Rhinocladiella atrovirens
Rhinocladiella atrovirens är en svampart som beskrevs av Nannf. 1934. Rhinocladiella atrovirens ingår i släktet Rhinocladiella och familjen Herpotrichiellaceae.   Inga underarter finns listade i Catalogue of Life.